# Caborca

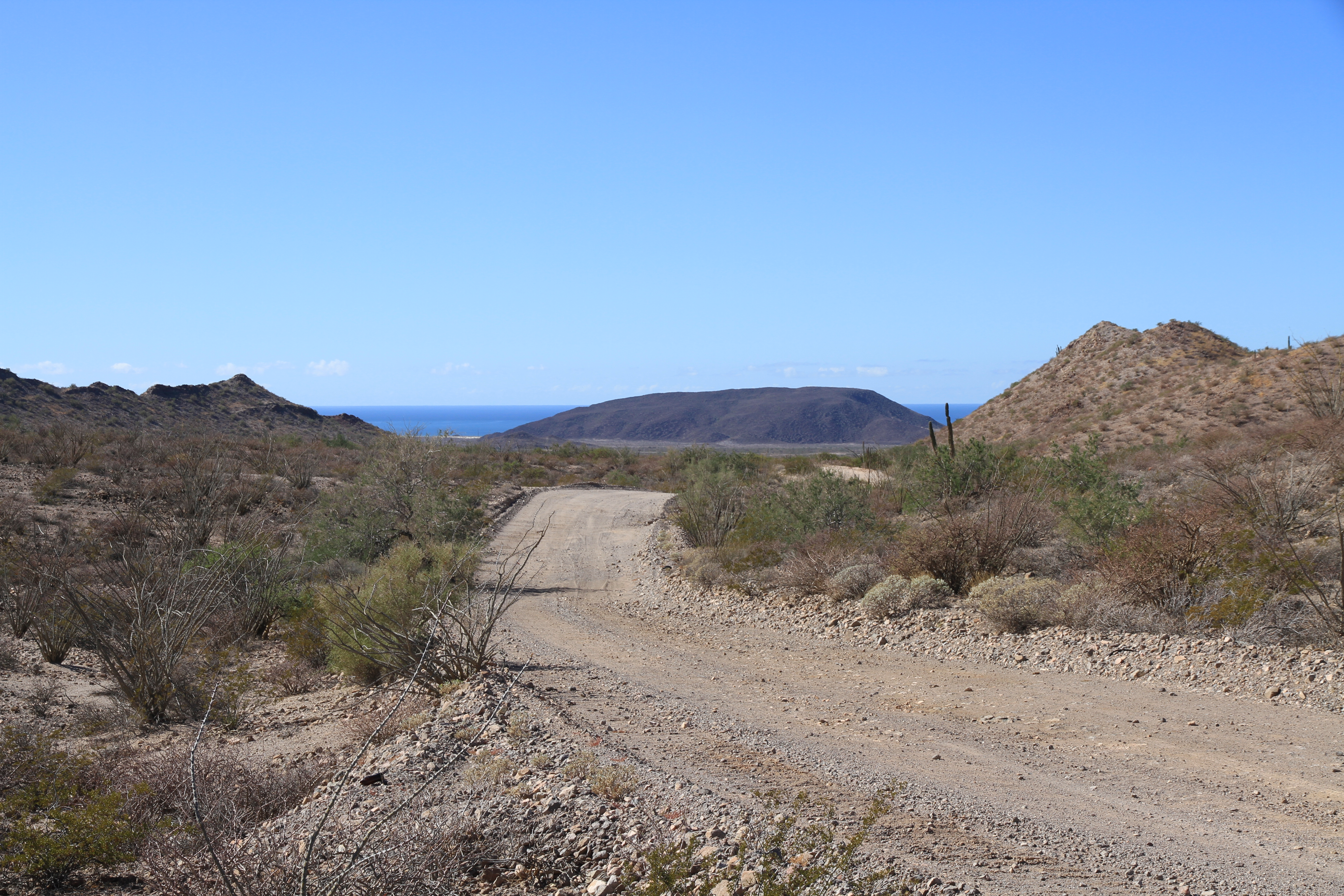
Costa desierto de Sonora, tirado em 18 de novembro de 2012.

Caborca é um município do estado de Sonora, no México.
A cidade teve como marco fundacional o estabelecimento de uma missão jesuítica, em 1688, fundada por Francisco Eusébio Kino na margem direita do Rio Assunção em um lugar habitado por nativos da etnia pima.